# Енцефаліт Росіо
Енцефаліт Росіо (англ. Rocio encephalitis, також вірусна хвороба Росіо) — природно-осередковий трансмісивний ендемічний енцефаліт, який передається комарами.

## Актуальність
Осередки хвороби описані в Бразилії (штат Сан-Паулу, район Сантіста), щорічно спостерігаються епідемії з ураженням більше 1000 осіб.

## Історичні відомості
Захворювання описано в 1975—1976 рр. в долині річки Рібейра (Бразилія) під час епідемії, що тривала там упродовж 1973-1980 років. Вірус виділено та ідентифіковано зі зразків тканини центральної нервової системи (ЦНС) померлого від енцефаліту 39-річного чоловіка. Найменування «Росіо» було дано по назві села, де проживав пацієнт, розташоване біля міста Ігуапе (штат Сан-Пауло, Бразилія).

## Етіологія
Вірус з роду Flavivirus, родини Flaviviridae, входить до складу антигенного комплексу вірусів японського енцефаліту, тісно пов'язаний з вірусами енцефаліту Сент-Луїса та енцефаліту долини Муррея.

## Епідеміологічні особливості
Природний резервуар вірусу — дикі птахи. Передача реалізується при укусі комарів роду Psorophoraferox. Хворобі властива літня сезонність. Групами високого ризику зараження є люди, в основному чоловіки, які відвідують ліси (сільські жителі, лісники, туристи тощо).

## Патогенез
Вогнища енцефаліту виникають внаслідок поширення вірусів нейронами. Відбувається ураження моторної кори та пірамідальних шляхів, залучення сферичної або лобової частини лівого півкулі, темпоральних, тім'ячних або потиличних відділів, м'якої мозкової оболони. Ці прояви можуть бути результатом двох різних фізіопатологічних механізмів. Перший пов'язаний з прямим введенням вірусу в ЦНС, що призводить до пошкодження нейронів. Другий механізм відбувається при системних вірусних інфекціями, що приводять до постінфекційної аутоімунної відповіді всередині ЦНС.

## Клінічні прояви
Після короткого продромального періоду виникає гарячка, сильний головний біль, нудота і повторне блювання, різка слабкість, огляд часто виявляє гіперемію кон'юнктиви. Незабаром третина хворих втрачає свідомість, з'являються менінгеальні симптоми і рухові розлади, при тяжкому перебігу хвороби розвивається кома. Одужання настає повільно, у 20 % реконвалесцентів відзначаються залишкові нейропсихічні порушення. Летальність досягає 10 %.

## Діагностика
Вірус може бути виділений з крові, ліквору та носоглоткових змивів упродовж гострого періоду хвороби шляхом культивування на алантоїсній оболонці курячого ембріону, зараження білих мишей. Серологічна діагностика базується на дослідженні парних сироваток у реакції гальмування гемаглютинації (РГГА), зв'язування комплементу (РЗК) чи реакції нейтралізації (РН).

## Лікування
Етіотропного лікування немає. Увагу приділяють патогенетичній терапії.

## Профілактика
Вакцина проти збудника нині не розроблена. Проводяться захисні дії проти укусів комарів в ендемічних районах (репеленти, антимоскітні сітки, захисна одежа тощо).